# Picacho del Diablo
El Picacho del Diablo és el punt culminant de la Sierra de San Pedro Mártir, a la Baixa Califòrnia, Mèxic. La seva alçada és de 3.110 msnm i també és conegut com a Cerro de la Encantada.